# 張克東
張克東（1932年—1991年6月17日），浙江樂清人，華美聯合建設公司（華美建設）創辦人，為臺灣預售屋制度的始祖，1970年代募資在臺北市营造多個建案，後因銷售不順破產，數棟建物也因產權持分問題而難以市區更新。

## 生平

### 早年
張克東為浙江樂清人，空軍機械學校畢業。以中華民國空軍軍官退伍後，他趁越戰時期大批駐越美軍來臺灣度假期間，開設「清華語文中心」，生意興隆。

### 興起
1960年代，台北市政府為求中山北路、仁愛路、敦化北路、敦化南路繁榮及改善此三條市容，鼓勵建商在此興建高樓大廈。張克東於1965年10月創立華美聯合建設公司，最初職員僅六人。為擴大行銷聲勢，他選著年輕貌美的女性穿著禮服作預售屋銷售，帶動臺灣房屋代銷業這類的合作模式。他第一個案子便是仁愛路的華美大廈，以豪華的辦公室、樣品屋，美麗女接待員等作排場，銷售獲得空前成功。

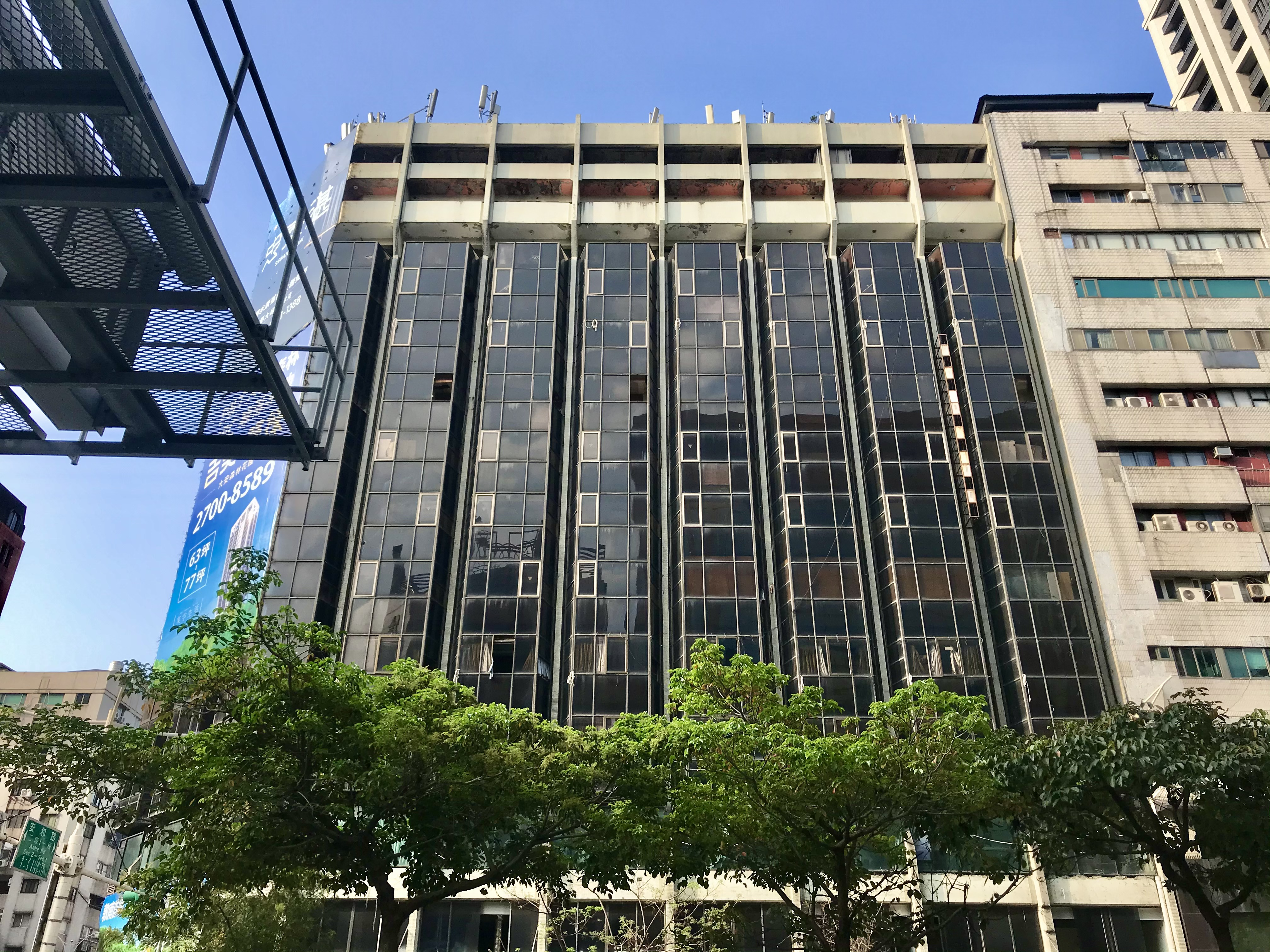
台北芝蔴大酒店

華美大廈後，張克東陸續推出翡翠、九龍、老爺、林肯大廈等。1975年10月4日位於台北市四維路的林肯大廈落成時，華美建設同時舉行創立十週年紀念酒會，致賀的各界來賓報導就達二千六百餘人。張克東是臺灣開創預售屋制度的始祖，許多建案都是賣出後，再回租當作飯店經營。這些大型建案快速賣光的重要原因之一，就是張克東使用持分制度以快速籌集到所需資金，日後卻會有龐大的利息壓力及糾葛不清的產權糾紛，一爆就難以收拾。華美投資公司以三個月定期存款付息三分、六個月者付息三分一、一年期者付息三分三，吸引投資。像是興建台北芝蔴大酒店時，於1976年4月發行海報公開募股，宣傳酒店一半以新臺幣廿九萬八千元為一單位分成五百個持分單位出售，投資者地段增值與事業經營的多種優厚利益。

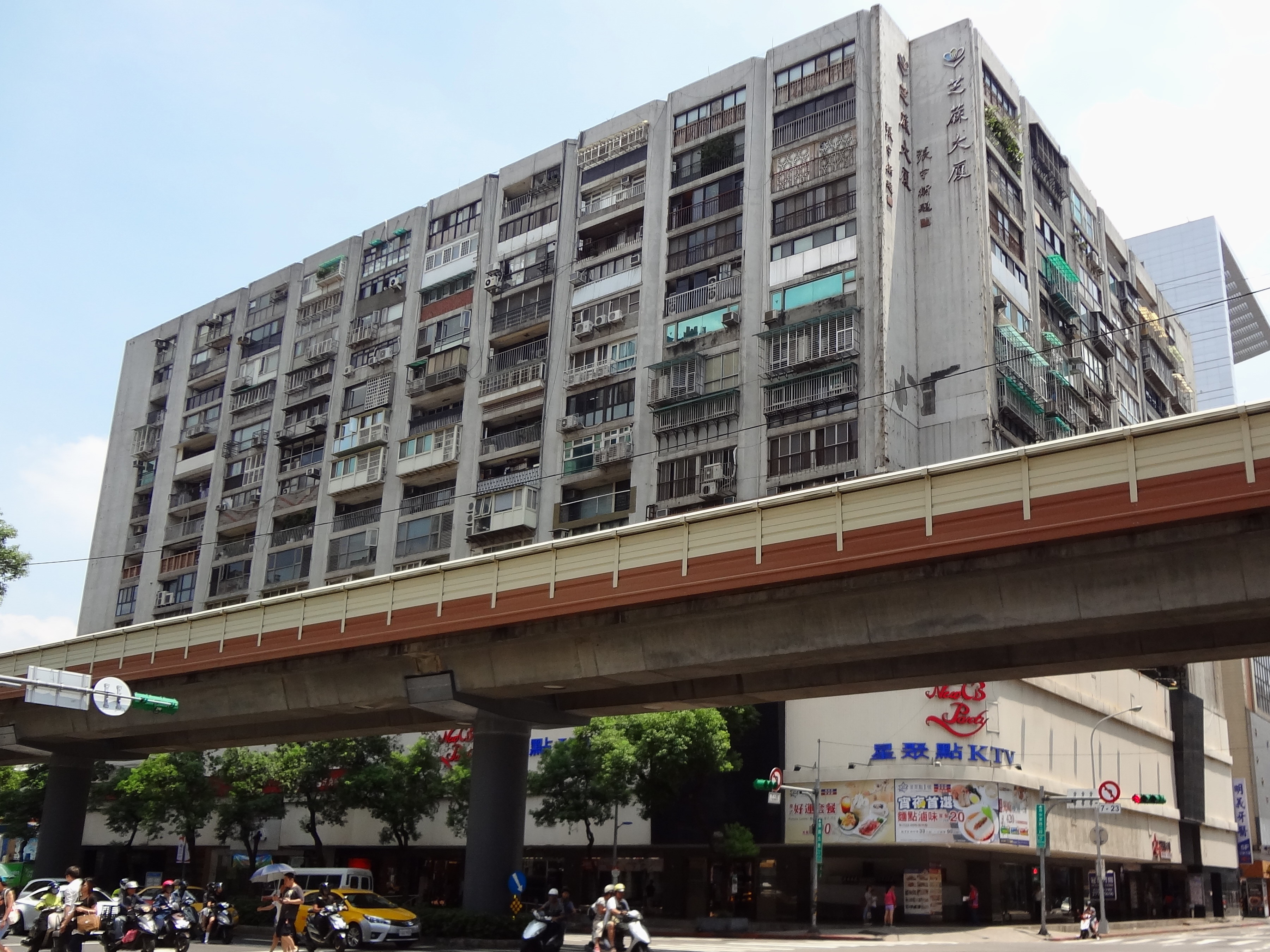
芝蔴大廈

1977年2月，張克東率團遠赴東京、夏威夷、檀香山、洛杉磯等地，以石門芝麻大酒店作影片，宣傳臺灣觀光旅遊。次年，他複製「石門經驗」到臺北市興建芝蔴大廈，首創臺灣第一棟多目標綜合性大廈規畫，於底層設立芝蔴百貨，在房地產業界引起話題。1980年，芝麻海景山莊聽濤廬、石門芝麻大酒店、林肯大廈同時獲中華民國十大公司暨中外產品金牌獎。華美建設也援助了翡翠灣太空玲瓏屋銷售。

### 破產
開幕於1976年的石門芝麻大酒店風光四年後，因華美建設財務發生困難，張克東孤注一擲在三芝興建三百六十戶獨門獨院大社區，卻銷售奇差。後因投資石門白沙灣海景山莊受到香港財團拖累，華美建設發生跳票倒閉。1981年9月17日華美建設首先發生退票八百多萬元，之後三天之內累積退票款額將近二千萬元，導致張克東在19日開記者會強調會負責解決債權，希望政府解除融資禁令；當日，他因負債超過十億元，宣告破產。之後兩天間，有兩千多位債權人辦理債權登記，總金額約五億多元。24日，由債權人周世傑發起，二百多人債權人自行集會要求張克東負責。華美建設因此決定10月1日登報標售第一批資產，有林肯、老爺、九鼎、九龍、華美大廈等部分層數。12月19日，台北地檢處依違反《票據法》罪嫌對張克東提起公訴。24日，有上百名債權人集合在林肯大廈二樓要求還錢。26日，立法委員雷渝齊說，張克東顯有惡性倒閉之嫌，行政院應追究失職人員責任。31日，張克東在林肯大廈華美建設總部接受記者訪問時說，資產負債表上大約有卅二億多元，其中台北芝麻酒店與石門芝麻酒店負債已三億四千七百多萬元。之後，張克東在華美建設債權人會場，被數名債權人群毆三次。
從1981年退票後，張克東隱居四年。原以「你買我的、我租你的，5年後通通是你的」口號吸引投資者搶進的台北芝蔴大酒店，1982年經營五年後就「芝麻關門」。1985年間，張克東復出，創立大容食品公司，計畫要成為全臺灣最大的便當供應商，卻沒有成功。被持分人控告的案件，歷經台灣高等法院七次判決無罪，1987年5月13日被高院改判有期徒刑二年。
1989年3月28日，張克東在芝麻大廈頂樓的房子遭法拍。11月22日，連他的電視機、電話、冷氣機、微波爐、桌椅等家具都遭拍賣，只賣了五千元。
晚年，張克東與外甥在台北世界貿易中心國際貿易大樓十八樓設立「多而多國際開發」，計畫在石門水庫建立蘇州庭園式住宅大樓。但1991年6月17日晚上7點，張克東因肺癌病逝於孫逸仙治癌中心醫院，享年五十八歲，遺有妻子、二男二女。

## 身後
2003年7月，立法院三讀通過《不動產證券化條例》，才對臺灣不動產債權持有投資有正式的管理依據。前國泰金控副董事長蔡鎮宇講述，地產投資上，曾以張克東、台北財神大酒店（財神酒店）創辦人劉成懿為戒，絕不買山坡地或等待變更編定的土地。
位在臺北市長安東路、復興北路交叉口的芝麻大廈，商業地理位置佳，曾有中興百貨、電影院，但都歇業，有大集團企圖整合，但產權難度很高。至於台北捷運信義安和站1號出口旁的台北芝麻大酒店，低樓層空間曾由好樂迪、合作金庫銀行信義分行承租，但後因火災而荒廢。該大樓在2011年被評估是能總銷超過百億元的都更指標大案，卻因產權太過混亂多年未整合完成。吉美建設雖於2013年整合取得超過九成產權，依然因部分持有人意見不同，而成為精華地段的罕見荒廢建物。2021年報導時，不動產業者舉例因所有權複雜、難以整合的臺灣廢墟，最知名的便是台北芝麻大酒店與石門芝麻大酒店。